# 誰かが
「誰かが」（だれかが）は、PUFFYの28枚目のシングル。2009年7月29日にキューンレコードから発売された。

## 解説
オリジナルアルバム『Bring it!』に続いてのリリースとなる、2009年第2弾シングル。初回生産限定盤には、タイアップ作品である『劇場版 NARUTO -ナルト- 疾風伝 火の意志を継ぐ者』の予告映像・特報映像が収録されたDVDが付属する。
タイトル曲「誰かが」は、元thee michelle gun elephant、The Birthdayのボーカルであるチバユウスケ提供の楽曲。後にThe Birthdayがセルフカバーしアルバム『WATCH YOUR BLINDSIDE 2』に収録される。
前作シングル曲「日和姫」に続いてのアニメタイアップであり、「はじまりのうた」以来となるアニメ映画主題歌。
オリコン週間シングルチャートでは初登場30位を記録。2004年の「SUNRISE」以来11作振りにトップ30入りを果たした。

## 収録曲
1. 誰かが [4:27]
作詞・作曲：チバユウスケ、編曲：上田ケンジ
  - 東宝配給映画『劇場版 NARUTO -ナルト- 疾風伝 火の意志を継ぐ者』主題歌。
2. ウエディング・ベル ＜80kidz Remix＞ [5:37]
作詞・作曲：古田喜昭、Rimix：80kidz
  - アルバム『Bring it!』収録の同名曲（Sugarのカバー）の、エレクトロユニット・80kidzによるリミックスバージョン。

## カバー
誰かが
- 桜井和寿（2019年） - 自身が所属するユニット・ウカスカジーのライブツアー『ウカスカジー TOUR 2019 WE ARE NOT AFRAID!!』内での自身のソロコーナーにてカバー。